# Cras-Avernas
Pour les articles homonymes, voir Cras et Avernas.
Cras-Avernas (en wallon Crås-Inmna) est une section de la ville belge d'Hannut, située en Région wallonne dans la province de Liège. Ses habitants sont appelés les Abaronnais et au nombre d'un peu plus de 500.
C'était une commune à part entière avant la fusion des communes du 17 juillet 1970.

## Démographie
- Sources:INS, Rem:1831 jusqu'en 1970=recensements, 1976= nombre d'habitants au 31 décembre

## Galerie

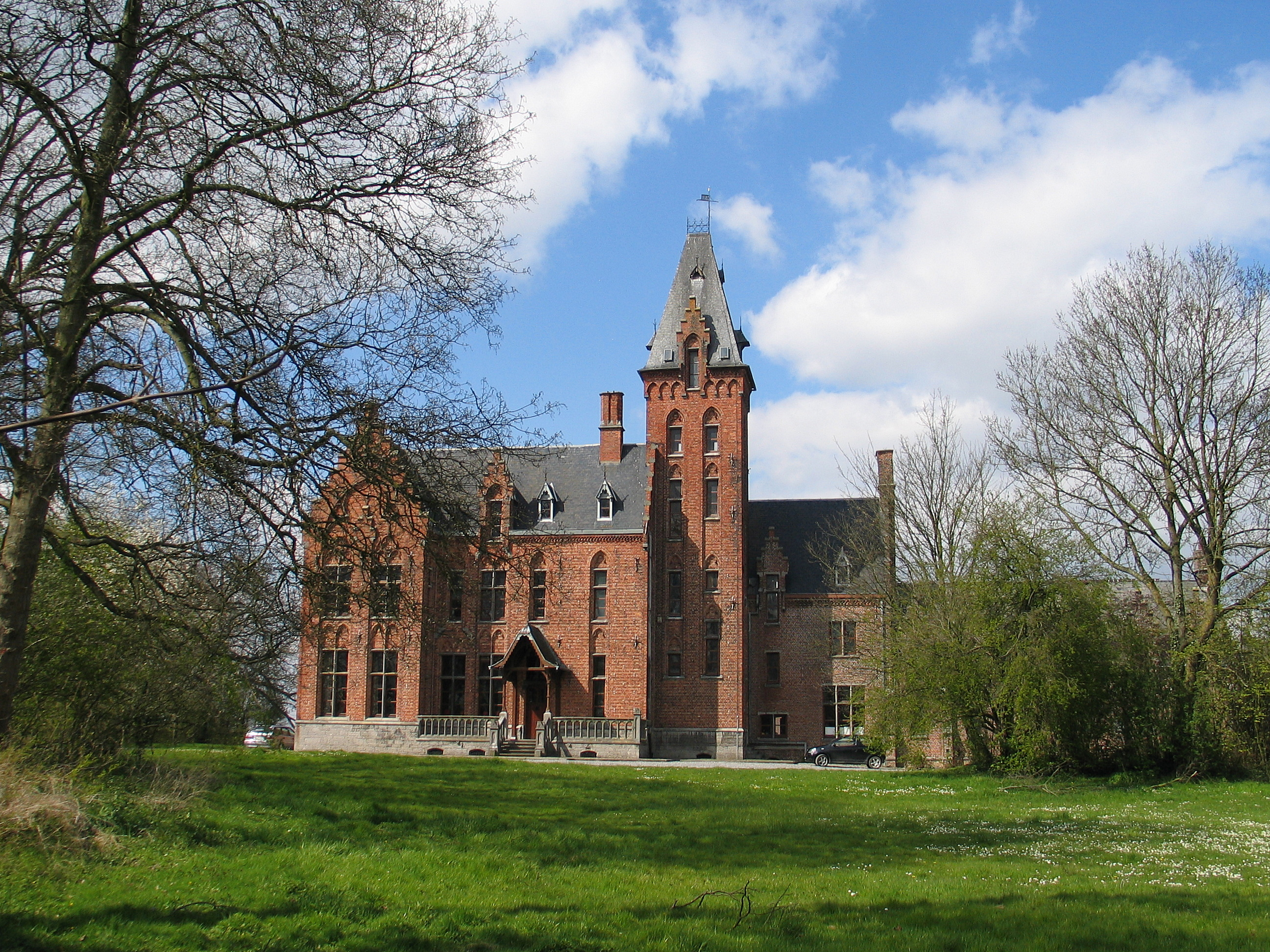
Château Nihoul (1882).
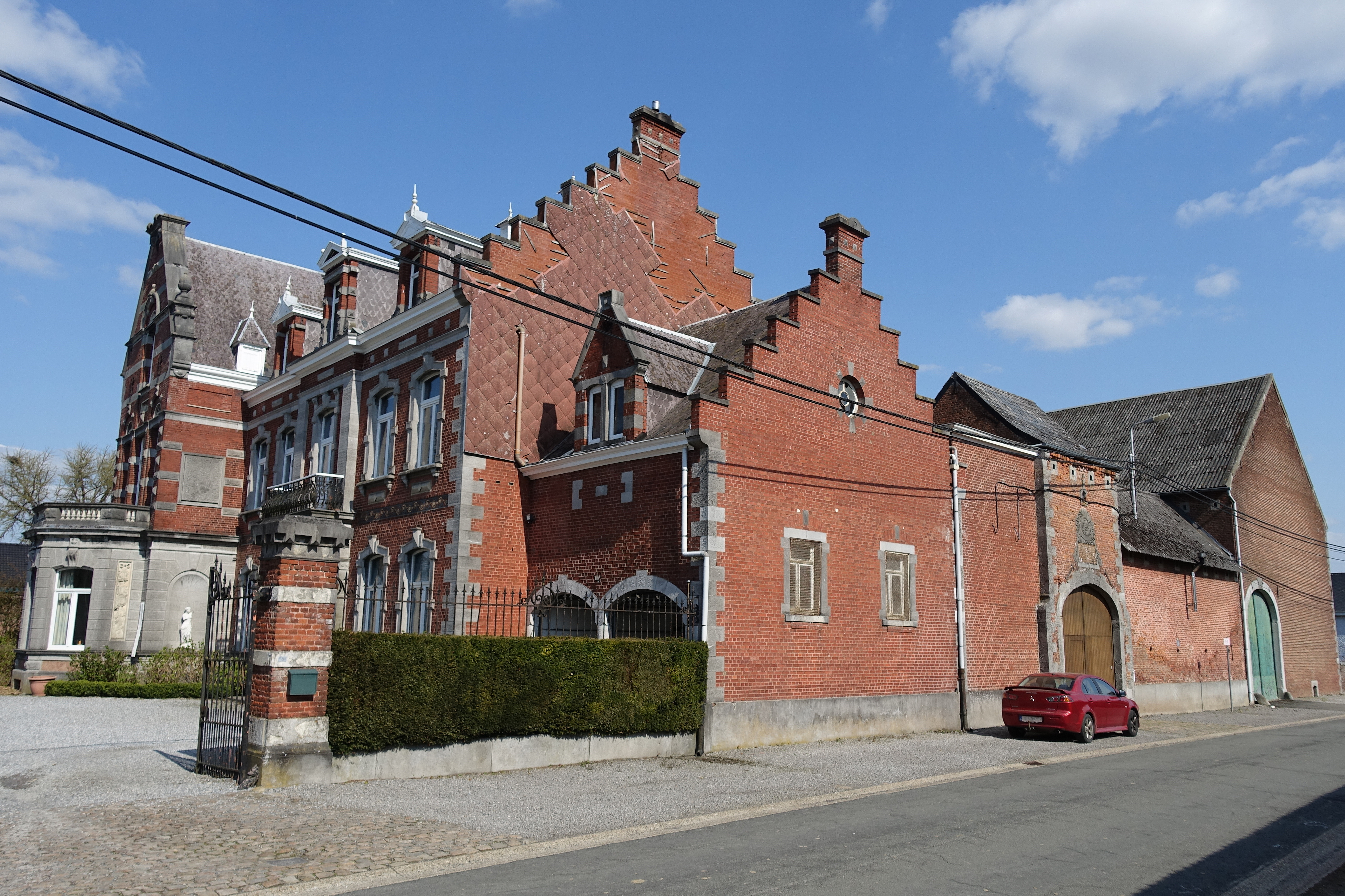
Château de Cras-Avernas (1897) avec ancienne ferme de Saint-Laurent.
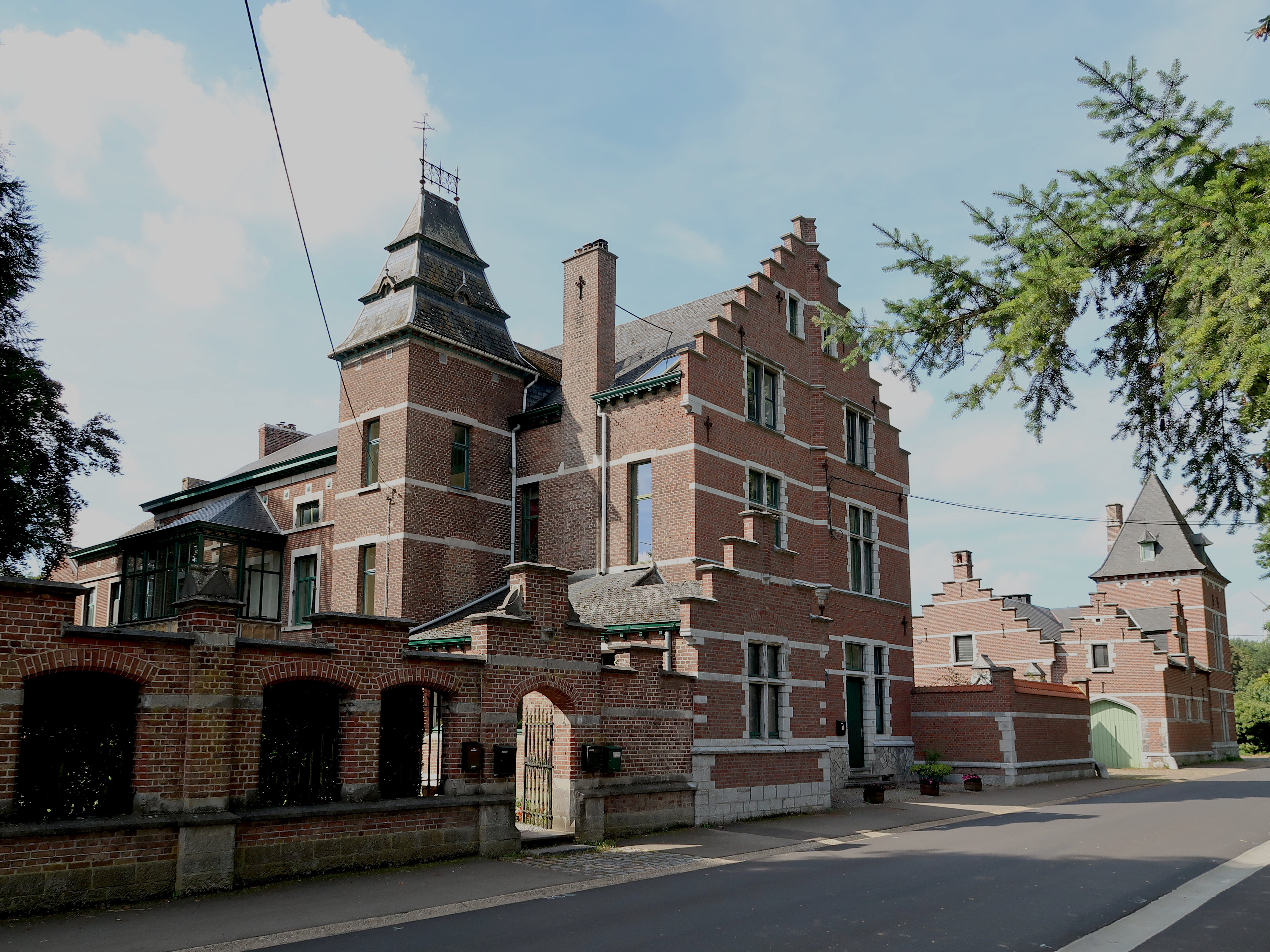
Chateau Wauthier, ancienne ferme de l'Ordre des Chevaliers Teutoniques transformé en château.
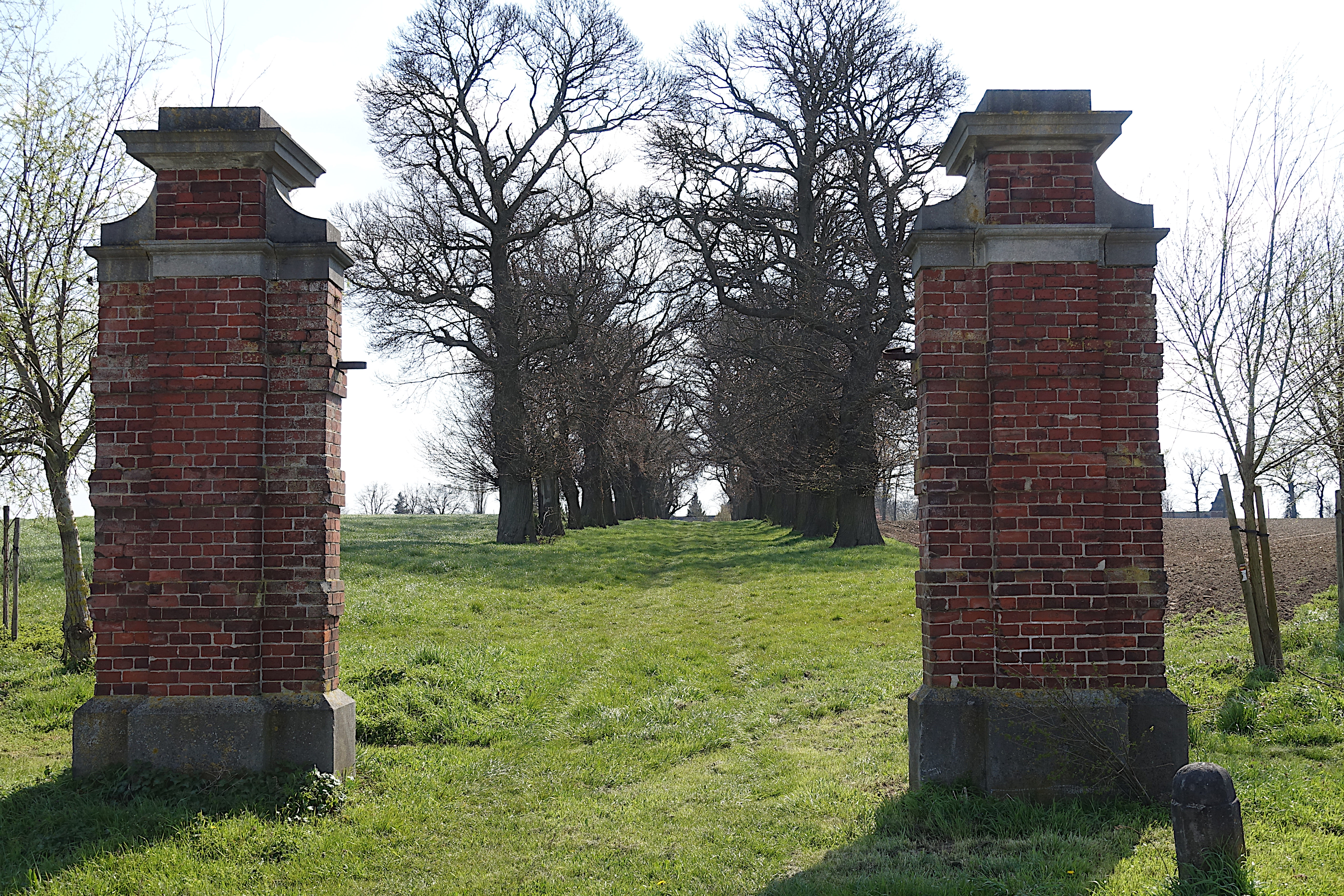
Drève de Châtaigniers site classé.